# Kiyotsugu Hirayama
Kiyotsugu Hirayama (平山清次, Hirayama Kiyotsugu, 13 de outubro de 1874 - 8 de abril de 1943), foi um astrônomo japonês, conhecido pela descoberta de vários asteroides que compartilham a mesma órbita, permitindo criar o conceito de grupos ou famílias asteroides, esses grupos são conhecidos apenas dentro do cinturão de asteroides e são chamadas de famílias Hirayama em sua honra.
A família Flora de asteroides foi descoberta pelo professor na Universidade Imperial de Tóquio.
O asteroide 1999 Hirayama foi nomeado em sua honra, e a cratera Hirayama na Lua foi também nomeada em sua honra, juntamente com Shin Hirayama.